# Leichtathletik-Weltmeisterschaften 2023/Teilnehmer (Senegal)
| Goldmedaillen | Silbermedaillen | Bronzemedaillen |
| ------------- | --------------- | --------------- |
| –             | –               | –               |

Der Leichtathletikverband Senegals hat für die Leichtathletik-Weltmeisterschaften 2023 in Budapest zwei  Sportler gemeldet.

## Ergebnisse

### Frauen

#### Sprungdisziplinen
| Athlet         | Disziplin  | Qualifikation | Qualifikation | Finale | Finale |
| Athlet         | Disziplin  | Weite         | Platz         | Weite  | Platz  |
| -------------- | ---------- | ------------- | ------------- | ------ | ------ |
| Sangoné Kandji | Dreisprung | 12,82 m       | 35            | DNQ    | DNQ    |

### Männer

#### Laufdisziplinen
| Athletin             | Disziplin    | Vorlauf | Vorlauf | Halbfinale | Halbfinale | Finale | Finale |
| Athletin             | Disziplin    | Zeit    | Platz   | Zeit       | Platz      | Zeit   | Platz  |
| -------------------- | ------------ | ------- | ------- | ---------- | ---------- | ------ | ------ |
| Louis François Mendy | 110 m Hürden | 13,24 s | 2       | DQ         | DQ         | –      | –      |